# Kolej gondolowa na Stóg Izerski

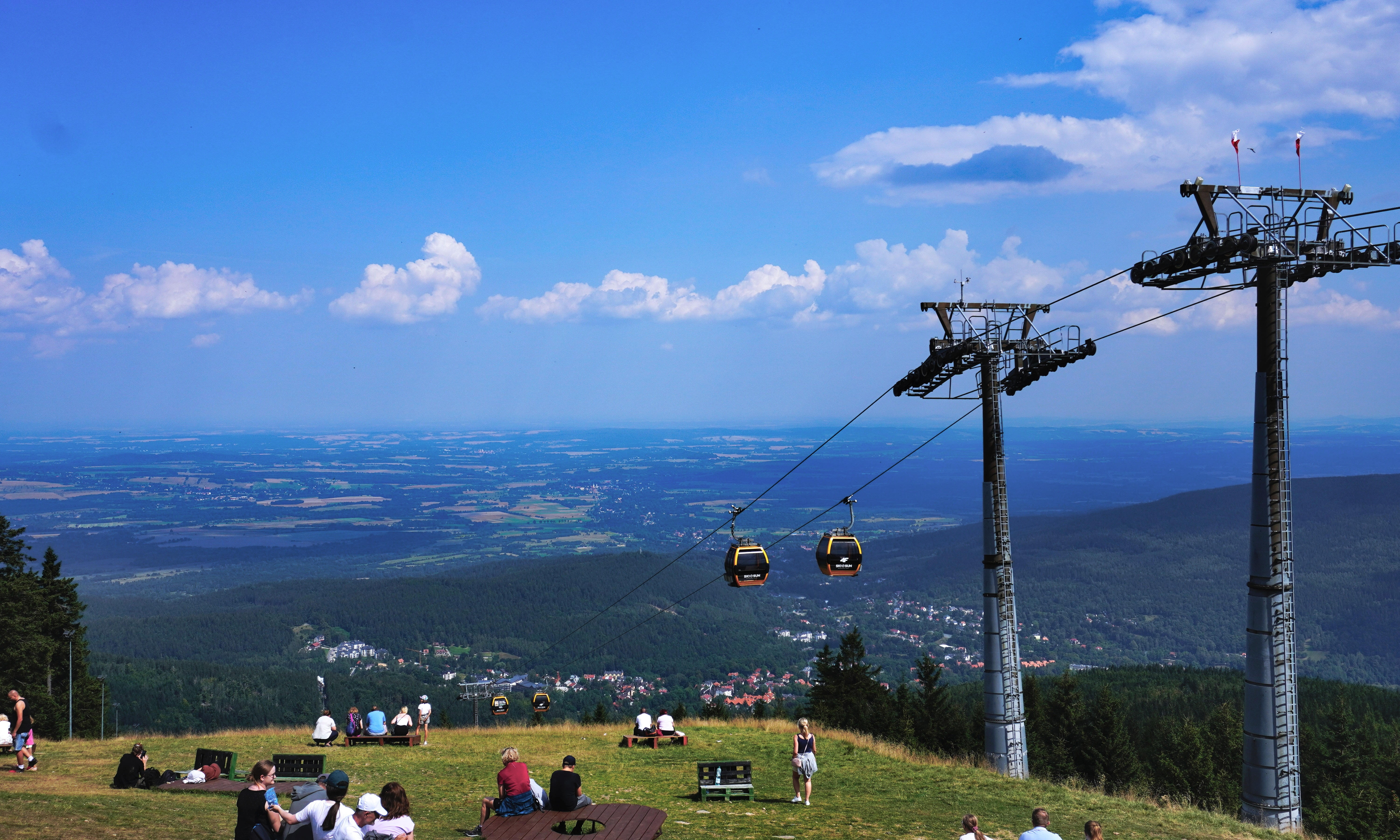
Trasa kolei, widok od stacji górnej

Kolej gondolowa na Stóg Izerski – całoroczna kolej gondolowa z gondolami 8-osobowymi, z Świeradowa-Zdroju na Stóg Izerski w Górach Izerskich. Funkcjonuje w ramach ośrodka Ski & Sun Świeradów-Zdrój. Kolej wybudował Doppelmayr/Garaventa-Gruppe, a jej operatorem jest Sobiesław Zasada Sp. z o.o.

## Historia
Spółka Kolej Gondolowa Stóg Izerski S.A., której celem była budowa kolei, została zarejestrowana w KRS w lipcu 2001. Spółka ta ogłosiła upadłość w 2005. Spółka Kolej Gondolowa Świeradów Zdrój Spółka z o.o., która przejęła masę upadłościową, została zarejestrowana w KRS w lutym 2007 z kapitałem zakładowym 25 mln zł. W lipcu 2009 spółka zmieniła firmę na Sobiesław Zasada Sp. z o.o. i otworzyła oddział o nazwie „Kolej Gondolowa Świeradów Zdrój”, który następnie zmienił nazwę na „Ski & Sun Świeradów Zdrój”, a głównym udziałowcem spółki został Sobiesław Zasada Group kontrolowana przez Sobiesława Zasadę.
Budowa kolei gondolowej na Stóg Izerski rozpoczęła się w marcu 2007, a ukończono ją w listopadzie 2008. Kolej gondolowa została oddana do użytku 17 grudnia 2008, ale oficjalne otwarcie odbyło się 10 stycznia 2009.

## Dane techniczne
| Kolej gondolowa                       | na Stóg Izerski       |
| ------------------------------------- | --------------------- |
| Długość trasy [m]                     | 2171                  |
| Poziom stacji dolnej [m n.p.m.]       | 617                   |
| Poziom stacji górnej [m n.p.m.]       | 1060                  |
| Różnica poziomów [m]                  | 443                   |
| Podpory trasowe                       | 14                    |
| Typ gondoli                           | 8-osobowa, wyprzęgana |
| Liczba gondoli                        | 71                    |
| Zdolność przewozowa [osób na godzinę] | 2400                  |